# Боб Рей
Роберт Кіт "Боб" Рей (англ. Robert Keith "Bob" Rae, народився 2 серпня 1948, Оттава) — канадський політик, колишній прем'єр-міністр Онтаріо, депутат парламенту Канади, тимчасовий голова Ліберальної партії Канади. Професор Торонтського університету. Від липня 2020 Представник Канади в ООН.
Політичне життя почав у лавах Нової демократичної партії, від якої обирався у парламент у 1978-1982 рр. Пізніше, став першим членом НДП, що очолив провінційний уряд Онтаріо. Через розходження у поглядах з керівництвом партії, перейшов до Ліберальної партії. У 2008 році був вперше обраний до парламенту від Ліберальної партії. Двічі намагався стати головою Ліберальної партії, однак лише у 2011 році після відставки Майкла Ігнатьєва став тимчасовим головою партії.